# Tom Parker (cantante)
Thomas Anthony Parker (Bolton, Inglaterra, 4 de agosto de 1988-Londres, Inglaterra, 30 de marzo de 2022), conocido como Tom Parker, fue un cantante británico, miembro de la banda The Wanted.

## Carrera
Creció en Bolton, Inglaterra. Aprendió a tocar la guitarra a la edad de 16 años, después de probar la de su hermano. Luego se presentó a una audición en The X Factor pero no pasó la primera ronda. Luego asistió a la Universidad de Mánchester para estudiar Geografía, pero abandonó para seguir una carrera como cantante. Se unió a la banda tributo a Take That conocida como Take That II e hizo una gira por el norte de Inglaterra, antes de unirse a The Wanted en 2009.
Como disc-jockey colaboró con Richard Rawson en la canción «Fireflies», lanzada en agosto de 2014. En mayo de 2015 confirmó su participación en Celebrity Masterchef. Fue eliminado en las semifinales. En octubre de 2015 lanzó "Undiscovered" junto con su propia página web y una gira. En febrero de 2016 reemplazó a Tina Hobley en el programa de Canal 4 The Jump, quedando tercero.
En 2017 formó parte del reparto de Grease como Danny Zuko.

## Vida personal
Se casó con Kelsey Hardwick en 2018. En 2019 tuvieron una hija llamada Aurelia, y en octubre de 2020 le dieron la bienvenida a un niño llamado Bodhi.

## Fallecimiento
Falleció por complicaciones del glioblastoma el 30 de marzo de 2022, a la edad de 33 años. Su esposa declaró que su salud se había deteriorado repentinamente.